# Sara Collins
Sara Collins (22 de agosto de 1990) es una deportista australiana que compitió en judo. Ganó cinco medallas en el Campeonato de Oceanía de Judo entre los años 2011 y 2015.

## Palmarés internacional
| Campeonato de Oceanía | Campeonato de Oceanía    | Campeonato de Oceanía | Campeonato de Oceanía |
| Año                   | Lugar                    | Medalla               | Categoría             |
| --------------------- | ------------------------ | --------------------- | --------------------- |
| 2011                  | Papeete (Francia)        | Medalla de bronce     | –70 kg                |
| 2012                  | Cairns (Australia)       | Medalla de plata      | –70 kg                |
| 2013                  | Apia (Samoa)             | Medalla de plata      | –70 kg                |
| 2014                  | Auckland (Nueva Zelanda) | Medalla de bronce     | –70 kg                |
| 2015                  | Païta (Francia)          | Medalla de plata      | –70 kg                |